# 干召庙镇
干召庙镇，是中华人民共和国内蒙古自治区巴彦淖尔市临河区下辖的一个乡镇级行政单位。

## 行政区划
干召庙镇下辖以下地区：
永丰村、民主村、新利村、永华村、新华村、建华村、民丰村、红丰村、黄羊村、西渠村、广联村、荣丰村、脑高村、黄济村、旭光村、农光村、棋盘村、建民村、隆丰村、新建村、广丰村、胜丰村、立新村、乌兰村、东风村、迎丰村和新丰村。